# Discografia degli Arashi
Questa pagina contiene la discografia degli Arashi, una boy band giapponese fondata nel 1999.

## Album

### Album in studio
| Anno | Dettagli | Posizione massima | Certificazioni RIAJ |
| Anno | Dettagli | JPN               | Certificazioni RIAJ |
| ---- | --- | ----------------- | ------------------- |
| 2001 | Arashi No.1 Ichigou: Arashi wa Arashi o Yobu! - Pubblicazione: 24 gennaio 2001 - Etichetta: Pony Canyon (PCCJ-00004) - Formati: CD | 1                 | 323,030 (Platino)   |
| 2002 | Here We Go! - Pubblicazione: 17 luglio 2002 - Etichetta: J Storm (JACA-5002, JACA-5003) - Formati: CD                              | 2                 | 147,520 (Oro)       |
| 2003 | How's It Going? - Pubblicazione: J9 luglio 2003 - Etichetta: J Storm (JACA-5007, JACA-5008) - Formati: CD                          | 2                 | 114,865 (Oro)       |
| 2004 | Iza, Now! - Pubblicazione: 21 luglio 2004 - Etichetta: J Storm (JACA-5014, JACA-5015) - Formati: CD                                | 1                 | 151,000 (Oro)       |
| 2005 | One - Pubblicazione: 3 agosto 2005 - Etichetta: J Storm (JACA-5024, JACA-5025) - Formati: CD, CD+DVD                               | 1                 | 150,848 (Oro)       |
| 2006 | Arashic - Pubblicazione: 5 luglio 2006 - Etichetta: J Storm (JACA-5041, JACA-5042) - Formati: CD                                   | 1                 | 164,214 (Oro)       |
| 2007 | Time - Pubblicazione: 11 luglio 2007 - Etichetta: J Storm (JACA-5064-5065, JACA-5066) - Formati: CD                                | 1                 | 307,880 (Platino)   |
| 2008 | Dream "A" Live - Pubblicazione: 23 aprile 2008 - Etichetta: J Storm (JACA-5089-5090, JACA-5091) - Formati: CD                      | 1                 | 320,614 (Platino)   |
| 2010 | Boku no Miteiru Fūkei - Pubblicazione: 4 agosto 2010 - Etichetta: J Storm (JACA-5232) - Formati: CD                                | 1                 | 1,120,750 (Million) |
| 2011 | Beautiful World - Pubblicazione: 6 luglio 2011 - Etichetta: J Storm (JACA-5270X) - Formati: CD                                     | 1                 | 908,000 (Million)   |
| 2012 | Popcorn - Pubblicazione: 31 ottobre 2012 - Etichetta: J Storm (JACA-5338) - Formati: CD                                            |                   |                     |
| 2013 | LOVE - Pubblicazione: 23 ottobre 2013 - Etichetta: J Storm - Formati: CD, CD+DVD                                                   |                   |                     |
| 2014 | THE DIGITALIAN - Pubblicazione: 22 ottobre 2014 - Etichetta: J Storm - Formati: CD, CD+DVD                                         |                   |                     |
| 2015 | Japonism - Pubblicazione: 21 ottobre 2015 - Etichetta: J Storm - Formati: CD, CD+DVD                                               |                   |                     |

### Raccolte
| Anno | Dettagli | Posizione massima | Certificazioni RIAJ |
| Anno | Dettagli | JPN               | Certificazioni RIAJ |
| ---- | --- | ----------------- | ------------------- |
| 2002 | Arashi Single Collection 1999-2001 - Pubblicazione: 16 maggio 2002 - Etichetta: J Storm (JACA-5001) - Formati: CD                       | 4                 | 155,722 (Oro)       |
| 2004 | 5x5 The Best Selection of 2002-2004 - Pubblicazione: 10 novembre 2004 - Etichetta: J Storm (JACA-5002, JACA-5003) - Formati: CD, CD+DVD | 1                 | 188,781 (Oro)       |
| 2009 | All the Best! 1999-2009 - Pubblicazione: 19 agosto 2009 - Etichetta: J Storm (JACA-5199, JACA-5202) - Formati: CD                       | 1                 | 1,858,275 (Million) |

### Colonne sonore
| Anno | Dettagli |
| ---- | --- |
| 2002 | The Original Motion Picture Soundtrack: Pikanchi Life is Hard Dakedo Happy - Pubblicazione: 30 ottobre 2002 - Etichetta: J Storm (JACA-5004) - Formati: CD |
| 2007 | Kiiroi Namida Original Soundtrack - Pubblicazione: 4 aprile 2007 - Etichetta: J Storm (JACA-5054) - Formati: CD                                            |

## Singoli
| Anno | Titolo                                        | Posizione più alta | Copie vendute | Certificazioni RIAJ | Album                                         |
| Anno | Titolo                                        | JPN                | Copie vendute | Certificazioni RIAJ | Album                                         |
| ---- | --------------------------------------------- | ------------------ | ------------- | ------------------- | --------------------------------------------- |
| 1999 | Arashi                                        | 1                  | 973,310       |                     | Arashi No.1 Ichigou: Arashi wa Arashi o Yobu! |
| 2000 | Sunrise Nippon/Horizon                        | 1                  | 405,680       |                     | Arashi No.1 Ichigou: Arashi wa Arashi o Yobu! |
| 2000 | Typhoon Generation                            | 3                  | 361,100       |                     | Arashi No.1 Ichigou: Arashi wa Arashi o Yobu! |
| 2000 | Kansha Kangeki Ame Arashi                     | 2                  | 362,490       |                     | Arashi No.1 Ichigou: Arashi wa Arashi o Yobu! |
| 2001 | Kimi no Tame ni Boku ga Iru                   | 1                  | 323,020       |                     | Arashi Single Collection 1999-2001            |
| 2001 | Jidai                                         | 1                  | 354,460       |                     | Arashi Single Collection 1999-2001            |
| 2002 | A Day in Our Life                             | 1                  | 378,050       |                     | Here We Go!                                   |
| 2002 | Nice na Kokoroiki                             | 1                  | 246,469       |                     | Here We Go!                                   |
| 2002 | Pikanchi                                      | 1                  | 185,775       |                     | How's It Going?                               |
| 2003 | Tomadoi Nagara                                | 2                  | 175,290       | Oro                 | How's It Going?                               |
| 2003 | Hadashi no Mirai/Kotoba Yori Taisetsu na Mono | 2                  | 222,687       | Platino             | Iza, Now!                                     |
| 2004 | Pikanchi Double                               | 1                  | 136,603       | Oro                 | Iza, Now!                                     |
| 2004 | Hitomi no Naka no Galaxy/Hero                 | 1                  | 256,187       | Platino             | 5x5 The Best Selection of 2002-2004           |
| 2005 | Sakura Sake                                   | 1                  | 173,623       | Oro                 | One                                           |
| 2005 | Wish                                          | 1                  | 307,584       | Platino             | Arashic                                       |
| 2006 | Kitto Daijōbu                                 | 1                  | 204,190       | Oro                 | Arashic                                       |
| 2006 | Aozora Pedal                                  | 1                  | 189,428       | Platino             | Time                                          |
| 2007 | Love So Sweet                                 | 1                  | 456,185       | Doppio platino      | Time                                          |
| 2007 | We Can Make It!                               | 1                  | 204,775       | Oro                 | Time                                          |
| 2007 | Happiness                                     | 1                  | 290,214       | Platino             | Dream "A" Live                                |
| 2008 | Step and Go                                   | 1                  | 374,449       | Platino             | Dream "A" Live                                |
| 2008 | One Love                                      | 1                  | 563,864       | Doppio platino      | All the Best! 1999-2009                       |
| 2008 | Truth/Kaze no Mukō e                          | 1                  | 657,134       | Doppio platino      | All the Best! 1999-2009                       |
| 2008 | Beautiful Days                                | 1                  | 471,622       | Doppio platino      | All the Best! 1999-2009                       |
| 2009 | Believe/Kumorinochi, Kaisei                   | 1                  | 661,851       | Doppio platino      | All the Best! 1999-2009                       |
| 2009 | Ashita no Kioku/Crazy Moon (Kimi wa Muteki)   | 1                  | 622,011       | Doppio platino      | All the Best! 1999-2009                       |
| 2009 | Everything                                    | 1                  | 431,797       | Platino             | Boku no Miteiru Fūkei                         |
| 2009 | My Girl                                       | 1                  | 560,507       | Doppio platino      | Boku no Miteiru Fūkei                         |
| 2010 | Troublemaker                                  | 1                  | 701,536       | Doppio platino      | Boku no Miteiru Fūkei                         |
| 2010 | Monster                                       | 1                  | 702,566       | Doppio platino      | Boku no Miteiru Fūkei                         |
| 2010 | To Be Free                                    | 1                  | 519,781       | Doppio platino      | Beautiful World                               |
| 2010 | Love Rainbow                                  | 1                  | 627,221       | Doppio platino      | Beautiful World                               |
| 2010 | Dear Snow                                     | 1                  | 598,588       | Doppio platino      | Beautiful World                               |
| 2010 | Hatenai Sora                                  | 1                  | 693,499       | Doppio platino      | Beautiful World                               |
| 2011 | Lotus                                         | 1                  | 625,165       | Doppio platino      | Beautiful World                               |
| 2011 | Meikyū Love Song "                            | 1                  | 641,411       | Doppio platino      | TBA                                           |
| 2012 | Wild at Heart                                 | 1                  | 629,397       | Doppio platino      | TBA                                           |
| 2012 | Face Down                                     |                    |               | TBA                 | TBA                                           |
| 2012 | Your Eyes                                     |                    |               | TBA                 | TBA                                           |

## Video musicali
| Anno | Canzone                      | Regista                                                       |
| ---- | ---------------------------- | ------------------------------------------------------------- |
| 1999 | Arashi                       |                                                               |
| 2000 | Sunrise Nippon               | Kensuke Kawamura (川村 賢輔?, Kawamura Kensuke)               |
| 2000 | Typhoon Generation           | Tetsurō Takeuchi (竹内 鉄郎?, Takeuchi Tetsurō)               |
| 2000 | Kansha Kangeki Ame Arashi    | Yō Ōhashi (大橋 陽?, Ōhashi Yō)                               |
| 2001 | Kimi no Tame ni Boku ga Iru  |                                                               |
| 2001 | Jidai                        |                                                               |
| 2002 | A Day in Our Life            | Kensuke Kawamura                                              |
| 2002 | Nice na Kokoroiki            | Kensuke Kawamura                                              |
| 2002 | Pikanchi                     |                                                               |
| 2002 | All or Nothing               |                                                               |
| 2003 | Tomadoi Nagara               | Tetsuo Inoue (井上 哲央?, Inoue Tetsuo)                       |
| 2003 | Hadashi no Mirai             |                                                               |
| 2003 | Kotoba Yori Taisetsu na Mono | Tetsuya Satō (佐藤 徹也?, Satō Tetsuya)                       |
| 2004 | Lucky Man                    |                                                               |
| 2004 | Pikanchi Double              | Tetsuya Satō                                                  |
| 2004 | Hitomi no Naka no Galaxy     | Akihisa Takagi                                                |
| 2004 | Hero                         | Akihisa Takagi                                                |
| 2005 | Sakura Sake                  | Hideaki Sunaga (須永 秀明?, Sunaga Hideaki)                   |
| 2005 | Wish                         | Choku (直?)                                                   |
| 2006 | Kitto Daijōbu                | Yasuhiko Shimizu (清水 康彦?, Shimizu Yasuhiko)               |
| 2006 | Aozora Pedal                 | Choku                                                         |
| 2007 | Love So Sweet                | Yasuyuki Yamaguchi (山口 保幸?, Yamaguchi Yasuyuki)           |
| 2007 | We Can Make It!              |                                                               |
| 2007 | Happiness                    | Choku                                                         |
| 2008 | Step and Go                  |                                                               |
| 2008 | One Love                     | Hideaki Fukui (福居 英晃?, Fukui Hideaki) Sorairo (ソライロ?) |
| 2008 | Truth                        |                                                               |
| 2008 | Kaze no Mukō e               | Hideaki Sunaga                                                |
| 2008 | Beautiful Days               | Tarō Okagawa (岡川 太郎?, Okagawa Tarō)                       |
| 2009 | Believe                      | Hideaki Sunaga                                                |
| 2009 | Believe (Animated version)   |                                                               |
| 2009 | Ashita no Kioku              | Daisuke Shimada (島田 大介?, Shimada Daisuke)                 |
| 2009 | Crazy Moon (Kimi wa Muteki)  | Hideaki Sunaga                                                |
| 2009 | Everything                   | Choku                                                         |
| 2009 | My Girl                      | Yasuyuki Yamaguchi                                            |
| 2010 | Troublemaker                 |                                                               |
| 2010 | Monster                      | Hideaki Sunaga                                                |
| 2010 | To Be Free                   | Tarō Okagawa                                                  |
| 2010 | Love Rainbow                 | Hideaki Sunaga                                                |
| 2010 | Dear Snow                    | Choku                                                         |
| 2010 | Hatenai Sora                 | Yōki Watanabe                                                 |
| 2011 | Lotus                        |                                                               |
| 2011 | Mada Minu Sekai He           |                                                               |
| 2011 | Meikyū Love Song             |                                                               |
| 2012 | Wild at Heart                |                                                               |
| 2012 | Face Down                    |                                                               |
| 2012 | Your Eyes                    |                                                               |

## Video

### Concerti
| Anno | Dettagli | Posizione massima | Certificazioni RIAJ      |
| Anno | Dettagli | JPN               | Certificazioni RIAJ      |
| ---- | --- | ----------------- | ------------------------ |
| 2000 | Suppin' Arashi (スッピンアラシ?) - Pubblicazione: 28 giugno 2000 - Etichetta: Pony Canyon (PCVP-52921) - Formati: VHS                                  |                   |                          |
| 2002 | All or Nothing - Pubblicazione: 12 giugno 2002 - Etichetta: J Storm (JABA-5001, JAVA-5001) - Formati: VHS, DVD                                         | 1                 |                          |
| 2003 | How's It Going? Summer Concert 2003 - Pubblicazione: 17 dicembre 2003 - Etichetta: J Storm (JABA-5002, JAVA-5002) - Formati: VHS, DVD                  | 5                 |                          |
| 2005 | 2004 Arashi! Iza, Now Tour!! - Pubblicazione: 1º gennaio 2005 - Etichetta: J Storm (JABA-5005, JABA-5006, JAVA-5004) - Formati: VHS, DVD               | 3                 |                          |
| 2007 | Arashi Around Asia Thailand-Taiwan-Korea - Pubblicazione: 23 maggio 2007 - Etichetta: J Storm (JABA-5020-5022, JABA-5023-5024) - Formati: DVD          | 1                 | Oro                      |
| 2007 | Arashi Around Asia+ in Dome - Pubblicazione: 17 ottobre 2007 - Etichetta: J Storm (JABA-5025-5026, JABA-5027-5028) - Formati: DVD                      | 2                 | 250,000 (Platino)        |
| 2008 | Summer Tour 2007 Final Time - Kotoba no Chikara - Pubblicazione: 16 aprile 2008 - Etichetta: J Storm (JABA-5038) - Formati: DVD                        | 1                 | 250,000 (Platino)        |
| 2009 | Arashi Around Asia 2008 in Tokyo - Pubblicazione: 25 marzo 2009 - Etichetta: J Storm (JABA-5046) - Formati: DVD                                        | 1                 | 428,256 (Platino)        |
| 2010 | Arashi Anniversary Tour 5x10 - Pubblicazione: 7 aprile 2010 - Etichetta: J Storm (JABA-5067) - Formati: DVD                                            | 1                 | 832,667 (Doppio platino) |
| 2011 | Arashi 10-11 Tour "Scene": Kimi to Boku no Miteiru Fūkei - Stadium - Pubblicazione: 26 gennaio 2011 - Etichetta: J Storm (JABA-5080) - Formati: DVD    | 1                 | 793,000 (Doppio platino) |
| 2011 | Arashi 10-11 Tour "Scene": Kimi to Boku no Miteiru Fūkei - DOME+ - Pubblicazione: 15 giugno 2011 - Etichetta: J Storm (JABA-5084～5086) - Formati: DVD | 1                 | 673,000                  |
| 2012 | ARASHI LIVE TOUR Beautiful World Arashi - Pubblicazione: 23 maggio 2012 - Etichetta: J Storm (JABA-5250～5880) - Formati: DVD                          | 1                 | 572,000 (first week)     |

### Raccolta di video musicali
| Anno | Dettagli | Posizione massima | Certificazione RIAJ      |
| Anno | Dettagli | JPN               | Certificazione RIAJ      |
| ---- | --- | ----------------- | ------------------------ |
| 2009 | 5x10 All the Best! Clips 1999-2009 - Pubblicazione: 28 ottobre 2009 - Etichetta: J Storm (JABA-5099) - Formati: DVD | 1                 | 851,740 (Doppio platino) |